# Foreign Affairs (ER)
Foreign Affairs is de twintigste aflevering van het negende seizoen van de televisieserie ER, die voor het eerst werd uitgezonden op 1 mei 2003.

## Verhaal
Dr. Kovac krijgt van zijn vriendin dr. Horvat te horen dat het zieke kind uit Kroatië eerder aankomt dan afgesproken was. Het ziekenhuis waar hij geopereerd zou worden is er nu niet klaar voor, en nu zet dr. Kovac alles op alles dat het kind in het County General geopereerd kan worden. Het bestuur blijft weigeren om hem te helpen en nu is dr. Kovac genoodzaakt om de regels te ontduiken om het kind toch te kunnen helpen. Na dit gebeuren neemt hij afscheid van Lockhart en vertelt haar dat hij vertrekt naar Congo om daar als vrijwilliger te gaan werken voor Artsen zonder Grenzen.
Dr. Lewis heeft het moeilijk om een beslissing te nemen over haar spontane huwelijk met Chuck, zij beseft dat het beste is om toch een scheiding aan te vragen. 
Dr. Carter en zijn familie begraven zijn oma, de uitvaart wordt bruut verstoord door de broer van Lockhart Eric. Zij was genoodzaakt om Eric mee te nemen omdat hij weggelopen was uit de kliniek en zij durfde hem niet alleen thuis te laten. Door zijn bipolaire stoornis weet hij niet wat hij doet en zet dan het hele begraafplaats op stelten. 
Een tiener en beginnende honkbalspeler wordt op de SEH opgenomen met een ernstige hartafwijking. Omdat hij in de belangstelling staat van de Chicago Cubs vraagt hij de artsen om zijn afwijking te verzwijgen om zo zijn carrière te redden 

## Rolverdeling

### Hoofdrollen
- Noah Wyle - Dr. John Carter
- Michael Gross - John 'Jack' Carter jr.
- Laura Innes - Dr. Kerry Weaver
- Mekhi Phifer - Dr. Gregory Pratt
- Alex Kingston - Dr. Elizabeth Corday
- Goran Višnjić - Dr. Luka Kovac
- Sherry Stringfield - Dr. Susan Lewis
- Paul McCrane - Dr. Robert Romano
- Nina Bell - Dr. Gordana Horvat
- Bruno Campos - Dr. Eddie Dorset
- Randy Lowell - Dr. Dan Shine
- Maura Tierney - verpleegster Abby Lockhart
- Laura Cerón - verpleegster Chuny Marquez
- Deezer D - verpleger Malik McGrath
- Lily Mariye - verpleegster Lily Jarvik
- Dinah Lenney - verpleegster Shirley
- Montae Russell - ambulancemedewerker Dwight Zadro
- Lyn Alicia Henderson - ambulancemedewerker Pamela Olbes
- Demetrius Navarro - ambulancemedewerker Morales
- Brian Lester - ambulancemedewerker Brian Dumar
- Emily Wagner - ambulancemedewerker Doris Pickman
- Sharif Atkins - Michael Gallant
- Donal Logue - Chuck Martin
- Tom Everett Scott - Eric Wyczenski
- Abraham Benrubi - Jerry Markovic

### Gastrollen (selectie)
- Craig Braun - Lincoln Gerald
- Cory Hardrict - Curtis
- Ricky Luna - honkbalspeler
- Shawn Smith - Turner
- Donnell C. Barret - MK
- Marcus Brown - Bone
- Isianna Burges - Noelle
- Annette M. Lesure - Yolanda
- Bryan Fabian - Fernando